# La Camparra
La Camparra és una zona humida formada per una freixeneda inundable, la "Freixeneda de la Camparra", i per uns terrenys propers, de caràcter inundable, on la Fundació Emys està desenvolupant des de fa anys un projecte de millora d'hàbitats i de recuperació de la tortuga d'estany (Emys orbicularis).
En aquesta zona hi havia fins fa uns anys d'altres llacunes, que van ser gairebé destruïdes totalment pel traçat del TGV. En aquest sector hi havia antigament l'estanyol de Riudarenes, un aiguamoll de dimensions variables en funció de les pluges, que va ser dessecat mitjançant una xarxa de canals, per expandir els conreus. D'aquest antic estanyol queden ara només petites restes, molt alterades.
Actualment, la freixeneda de la Camparra és una de les poques mostres que resten de freixeneda de plana al·luvial de terra baixa. Es tracta d'un bosc dominat pel freixe de fulla petita (Fraxinus angustifolia), que s'inunda temporalment per la proximitat del nivell freàtic a la superfície del sòl. Fins als anys 70 aquest sector estava ocupat per un prat de dall.
Després, aquest tipus de conreu s'abandonà i es va originar, de manera natural, la freixeneda actual. El freixe de fulla petita, que és l'arbre clarament dominant, és acompanyat per roures martinencs i oms. A l'estrat herbaci hi apareix una jonquera de jonquet i felandri, amb Eleocharis palustris, Oenanthe fistulosa, Callitriche stagnalis, etc.
Els terrenys situats al sud, on es desenvolupa el projecte gestionat per la Fundació Emys, són inundables i hi ha algunes llacunes en procés de recuperació. Compten amb un itinerari de descoberta, passeres, aguait i plafons informatius.
Els principals impactes que afecten l'espai són la destrucció i fragmentació dels hàbitats (pel pas d'infraestructures i la urbanització dels terrenys), la modificació del règim de circulació de les aigües i l'abocament de deixalles.